# Elég volt!
Az Elég volt! Tóth Gabi magyar énekesnő második stúdióalbuma.

## Az album dalai
1. Elég volt
2. Salalla
3. Trallala
4. Tűrtem eleget
5. Jöjj még
6. Bárhogy fáj
7. Megszakad a szívem
8. Hallgass már
9. Érte megérte
10. Ami a szívemen...
11. Valami Amerika még (A „Valami Amerika 2.” című film főcímdala) Duett Csipával
12. Don’t Wanna Be With You